# 하나교통
하나교통은 부산광역시 사하구 을숙도대로 699 (신평동)에 본사를 두고 있는 마을버스 운송 업체이다. 대표는 박영덕이다.

## 노선 목록
- 사하구5번
- 사상구7번
- 사하구 3-1번